# Flammula vinosa
Flammula vinosa är en svampart som först beskrevs av Pierre Bulliard (v. 1742–1793), och fick sitt nu gällande namn av Pier Andrea Saccardo 1887. Flammula vinosa ingår i släktet Flammula och familjen Strophariaceae.   Inga underarter finns listade i Catalogue of Life.